# Struisrietgalmug
De struisrietgalmug (Lasioptera calamagrostidis) is een muggensoort uit de familie van de galmuggen (Cecidomyiidae). De wetenschappelijke naam van de soort is voor het eerst geldig gepubliceerd in 1893 door Rübsaamen.